# César Treffinger
César Hernán Treffinger (Chubut, 14 de agosto de 1975) es un político argentino, miembro de La Libertad Avanza, coalición política liderada por Javier Milei. 

## Vida política
Nacido en Caleta Olivia, tempranamente de trasladó a Río Grande, donde pasó gran parte de su vida. Posteriormente, se estableció en Comodoro Rivadavia.
Comenzó su carrera política en 2021 de la mano del Partido Independiente del Chubut, donde fue candidato a senador nacional por Chubut, sacando 15,26%.
Fue candidato a gobernador por Chubut en 2023 por La Libertad Avanza sacando 13,10%, quedando 3.° detrás de Ignacio Agustín Torres del PRO y de Juan Pablo Luque del PJ.
Después fue candidato a Diputado de la Nación Argentina por Chubut, sacando 38.12%.
En 2024 su partido Ciudadanos por Chubut cambió su denominación por el de La Libertad Avanza, evitando así todo un proceso nuevo de presentación de avales, constitución de una junta provisoria y presentación también de afiliaciones. De este modo, pasó a ser elegido presidente de LLA Chubut.

## Historial electoral
|  | 7,60 % |

|  | 15,26 % |

|  | 13,11 % |

|  | 37,35 % |

|  | 38,12 % |